# Montenero Val Cocchiara
Montenero Val Cocchiara – miejscowość i gmina we Włoszech, w regionie Molise, w prowincji Isernia.
Według danych na rok 2004 gminę zamieszkiwało 608 osób, 29 os./km².